# Narval (S631)
Pour les autres navires du même nom, voir Narval (sous-marin).
Le Narval, numéro S631, est un sous-marin d'attaque conventionnel français, tête de la classe Narval. Mis sur cale fin 1951 et lancé le 11 décembre 1954, il est désarmé le 15 juin 1983 et vendu pour la ferraille. 
Sa carrière est marquée par un record de profondeur de plongée, par une croisière polaire et par deux accidents (un abordage et quatre noyades).